# Dee Dee Sharp
Pour les articles homonymes, voir Sharp.
Dee Dee Sharp, de son vrai nom Dione LaRue, (née le 9 septembre 1945 à Philadelphie, Pennsylvanie) est une chanteuse américaine de rhythm and blues et de soul.

## Carrière
Ses principaux succès sont Slow Twistin', avec Chubby Checker, Mashed Potato Time, Gravy (for my Mashed Potatoes), Ride! et Do the Bird.
Elle se marie en 1967 avec le producteur américain Kenny Gamble, dont elle divorce en 1980.
Dee Dee Sharp se remarie avec Bill Witherspoon et vit à Medford (New Jersey).

## Discographie

### Albums studio
- 1962 : Down to Earth (avec Chubby Checker)
- 1962 : All the Hits
- 1962 : It's Mashed Potato Time
- 1962 : Songs of Faith
- 1963 : Do the Bird
- 1963 : All the Hits Volume II
- 1963 : Down Memory Lane
- 1977 : What Color Is Love
- 1980 : Dee Dee

### Compilations
- 1963 : Biggest Hits
- 1979 : The Cameo Parkway Sessions
- 2005 : The Best of Dee Dee Sharp 1962-1966